# Tratta degli schiavi di Nantes

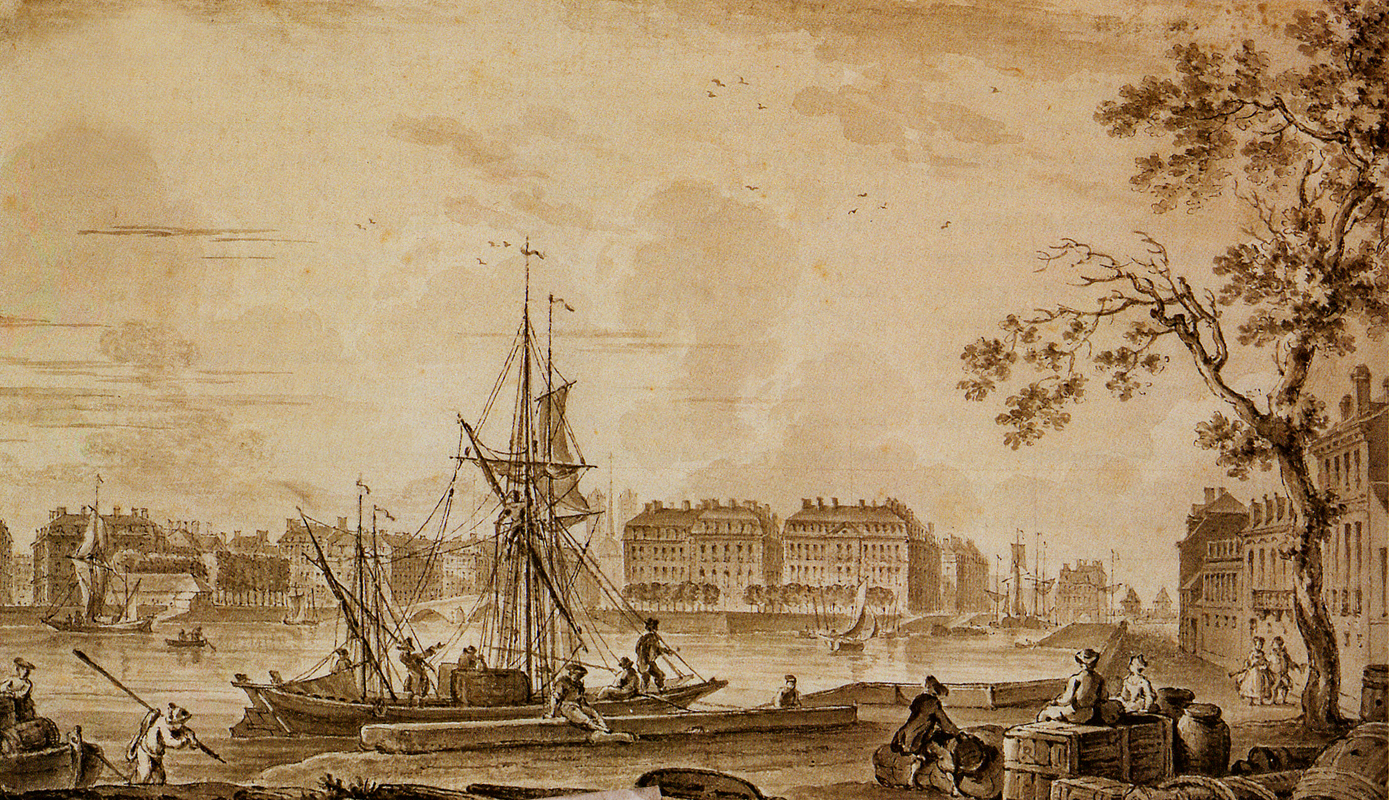
Veduta del porto di Nantes nel XVIII secolo (opera attribuita a Nicolas Ozanne)

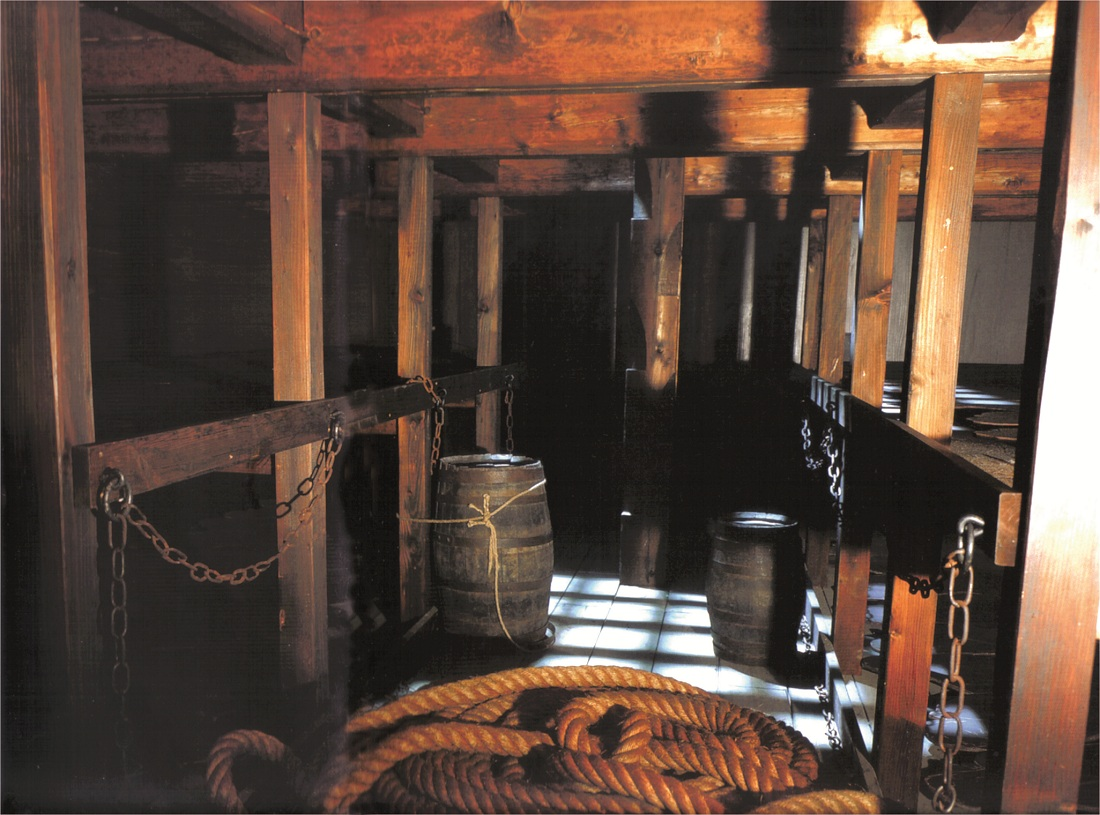
Ricostruzione della timoneria di una nave negriera presentata nel corso della mostra "Les Anneaux de la Mémoire" al castello dei duchi di Bretagna a Nantes (1992-1994)

La tratta degli schiavi di Nantes portò alla deportazione, dalla fine del XVII all'inizio del XIX secolo, di oltre 500000 schiavi africani nelle proprietà francesi delle Americhe, principalmente nelle Antille. Con 1744 viaggi, Nantes fu il principale porto francese coinvolto nella tratta degli schiavi, che fu esplicitamente incoraggiata dalla famiglia reale.
Il porto della città fu l'ultimo della Francia ad abbandonare tale pratica nel 1831.

## Contesto
La tratta atlantica degli schiavi africani, tra Europa e America, deportò dai 12 ai 13 milioni di africani, la maggior parte a partire dalla fine del XVII secolo. Nel 1997 lo storico Hugh Thomas affermò che 13000000 di schiavi lasciarono l'Africa, di cui 11328000 arrivarono a destinazione in oltre 54200 viaggi. Tutti i grandi porti europei erano implicati nella tratta degli schiavi, anche se in misura diversa. I porti inglesi erano in prima linea, con 4894 spedizioni da Liverpool e 2704 da Londra.
La Francia varò circa 4200 navi negriere e risultò essere il terzo Paese maggiormente coinvolto nella tratta degli schiavi, dopo la Gran Bretagna e il Portogallo. La sola città di Nantes organizzò 1744 spedizioni, ovvero il 41,3% del totale francese.
L'importanza di Nantes nella tratta degli schiavi fu fondamentale; inoltre la città beneficiava della vicinanza con Lorient, sede della Compagnia francese delle Indie orientali. Nantes entrò nella tratta degli schiavi relativamente tardi, nel 1707. Gli armatori trovarono il commercio triangolare molto più redditizio del commercio diretto, che consisteva in viaggi tra l'Europa e le Americhe, poiché all'inizio del XVII secolo il porto si occupava principalmente del commercio interregionale ed europeo (comprendente la penisola iberica, le isole britanniche e il Mare del Nord), di cui la maggior parte dei traffici riguardava il commercio tradizionale, in uso fin dal periodo medievale, con prodotti come farina, vino e sale.

## Cronologia

### Inizio
La prima nave a ad essere utilizzata nella tratta degli schiavi fu molto probabilmente la Hercule nel 1707, varata dalla Compagnie du Sénégal e appartenente alla famiglia Montaudouin. Dopo una pausa di 4 anni (tra il 1707 e il 1711), i traffici ripresero nel 1712 con 7 navi. Nel corso dei successivi 15 anni il numero delle navi negriere varate aumentò:
Numero annuo di navi negriere varate a Nantes:
| 1713 | 1715 | 1716 | 1717 | 1718 | 1719 | 1720 | 1721 | 1722 | 1723 | 1727 | 1728 |
| ---- | ---- | ---- | ---- | ---- | ---- | ---- | ---- | ---- | ---- | ---- | ---- |
| 14   | 20   | 2    | 11   | 12   | 9    | 20   | 16   | 11   | 24   | 6    | 10   |

A partire dagli anni trenta del Settecento, il tonnellaggio delle navi negriere di Nantes crebbe costantemente, passando da poco più di 1000 tonnellate nel 1735 a 6000 tonnellate nel 1740.

### 1740-1752
Gli anni che seguirono furono molto più caotici: la guerra di successione austriaca, alla quale partecipò la Francia, ostacolò il commercio marittimo – che era, all'epoca, il principale campo di battaglia della rivalità anglo-francese. Pertanto, il tonnellaggio delle navi negriere a Nantes fu estremamente basso, non superando mai le 500 tonnellate, durante i tre anni del conflitto (1745, 1746 e 1747). Il Trattato di Aquisgrana, firmato nel 1748, permise di nuovo un graduale aumento dell'attività commerciale, con più di 1000 tonnellate che transitavano per il porto. L'anno successivo, tuttavia, questo tonnellaggio raggiunse la cifra record di 9000 tonnellate.
Gli anni 1750 e 1751 videro una stasi dell'attività, dovuta soprattutto al fatto che gli armatori di Nantes attendevano di conoscere i risultati dei loro investimenti del dopoguerra. Il viaggio di una nave negriera attraverso un sistema di commercio triangolare tra Europa, Africa e Americhe durava generalmente dai 14 ai 18 mesi.

### 1752-1763
Nel corso degli anni 1752, 1753 e 1754 si superarono le 5000 tonnellate. Questo fu considerato un periodo di forte attività commerciale, poiché dal 1735 al 1759 questo numero venne superato solo cinque volte. Nel 1755 il commercio rallentò e raggiunse solo le 3000 tonnellate, prima di crollare completamente tra il 1756 e il 1763 a seguito della guerra dei sette anni, durante la quale gli inglesi conquistarono i possedimenti francesi di Gorée e Saint-Louis in Senegal, entrambi importanti attori nella tratta degli schiavi francese; seguì la conquista britannica della colonia della Guadalupa nel 1759.

### 1763-1793
La firma del trattato di Parigi nel 1763 permise al commercio di Nantes di ristabilirsi su un alto livello di attività, anche se le 699 spedizioni organizzate nei successivi 30 anni rappresenteranno meno della metà dell'intera tratta francese degli schiavi. Da allora, fino all'abolizione della schiavitù nel 1793, questa quota continuerà a diminuire.
| Periodo   | Percentuale |
| --------- | ----------- |
| 1763–1766 | 49,3%       |
| 1767–1771 | 42,5%       |
| 1772–1778 | 34,4%       |
| 1783–1789 | 34,3%       |
| 1789–1793 | 36,1%       |

La costante diminuzione della quota di mercato fu dovuta a diversi fattori e in particolare:
- alla perdita del privilegio esclusivo sulla tratta degli schiavi della costa africana che era stato detenuto dalla Compagnia francese delle Indie orientali.
- al cambiamento di attività degli armatori di La Rochelle nella tratta degli schiavi.[11]

Tuttavia, anche se il numero dei viaggi di schiavi diminuì da una media di 29 all'anno (tra il 1763 e il 1766), a 22,2 (tra il 1767 e il 1771) a 20,6 (tra il 1772 e il 1778, cioè l'inizio della guerra d'indipendenza americana), il tonnellaggio complessivo diminuì più lentamente (da una media di 3954 tonnellate all'anno tra il 1763 e il 1766, a 3556 tonnellate tra il 1772 e il 1778), il che significa che gli armatori di Nantes impiegarono meno navi e ne utilizzarono alcune di maggiore capacità. La capacità media di una nave negriera passò da 140 tonnellate dopo la guerra dei sette anni a 175,5 tonnellate tra il 1772 e il 1778.
Gli schiavi trasportati dalle navi in partenza da Nantes venivano prelevati principalmente dal golfo di Guinea (principalmente dalla regione di Calabar, sulla costa sud-orientale dell'attuale Nigeria), dall'Angola e dalla Repubblica del Congo.),
| Periodo   | Numero di schiavi |
| --------- | ----------------- |
| 1763–1766 | 32.300            |
| 1767–1771 | 33.854            |
| 1772–1778 | 35.161            |
| 1783–1788 | 55.932            |
| 1789–1793 | 38.361            |

I commercianti di Nantes non solo furono capaci di adattarsi alle condizioni del mercato sia americano che africano, ma furono anche capaci di cambiare il punto vendita in base alla concorrenza. Tuttavia, era a Saint-Domingue che vendevano la maggior parte del loro carico umano. Cap Français (oggi Cap-Haïtien ) e Port-au-Prince erano i principali punti vendita e accoglievano rispettivamente il 30% e il 25% delle navi negriere di Nantes.
Nel 1793, influenzati dalla Dichiarazione dei diritti dell'uomo e del cittadino (1789) e preoccupati per la massiccia rivolta degli schiavi neri del 1791 a Saint-Domingue, la quale minacciava di allearsi con gli inglesi, i commissari Léger-Félicité Sonthonax ed Étienne Polverel dichiararono l'emancipazione generale in un tentativo di riconciliazione. Il 4 febbraio del 1794 l'abate Henri Grégoire promosse la ratifica ufficiale di quest'azione attraverso un trattato internazionale; fu così abolita la schiavitù in tutti i territori francesi, con l'immediata liberazione di tutti gli schiavi, sia per motivi morali che di sicurezza pubblica.

### 1802-1830
Il ripristino della schiavitù, fortemente voluto da Napoleone Bonaparte nel 1803, rilanciò per quindici anni l'attività della tratta degli schiavi (che rappresentava il 70% del commercio nazionale, con più di 300 spedizioni). La Marine royale combatté contro i trafficanti illegali fino alla proibizione del commercio nel 1831, che portò infine all'abolizione definitiva della schiavitù il 27 aprile 1848 su proposta di Victor Schoelcher.

## Effetto economico
Il XVIII secolo segnò l'apice del commercio di Nantes e dello sviluppo della città, che vide la sua popolazione raddoppiare, passando da 40000 a 80000 abitanti nel corso del secolo.

### Commercio marittimo
Naturalmente l'impatto maggiore del commercio si ebbe sull'attività portuale, anche se le navi transatlantiche (non solo le navi di schiavi, ma anche quelle coinvolte nel commercio diretto con le isole americane) non rappresentarono mai più del 25,4% del tonnellaggio totale in entrata a Nantes.
Il commercio triangolare stimolò anche lo sviluppo del commercio "diretto" tra Nantes e le isole, poiché alla fine del loro viaggio gli stessi mercanti di schiavi riportavano solo i prodotti derivati dalla vendita degli schiavi, come lo zucchero e il caffè. Le merci riportate dalle colonie al porto di Nantes erano varie: zucchero, caffè, cotone e indaco. Questi prodotti venivano rivenduti con notevoli profitti, sia per alimentare il mercato interno francese, sia per rifornire la fiorente industria locale. Lo zucchero (principalmente zucchero grezzo o di canna, destinato al mercato nazionale) era di gran lunga il prodotto più importato a Nantes, 22605000 libbre nel 1786, pari al 60,8% del valore totale delle merci importate.

### Industria
La tratta degli schiavi accrebbe la ricchezza delle grandi famiglie di mercanti e armatori, che investirono in terreni agricoli e proprietà (in hôtel particulier o Lustschloss). Di conseguenza, nel 1775 in città erano attive non meno di diciassette fabbriche.
Il commercio triangolare per tutto il XVIII secolo favorì anche lo sviluppo dell'industria navale. Il XVIII secolo fu segnato da un notevole incremento delle dimensioni dei cantieri navali di Nantes, che passarono da 3230 m² all'inizio del secolo, a 50067 m² nel 1780, quando questi divennero i primi costruttori di navi mercantili francesi.

## Memoriale
Nel 2012 è stato inaugurato a Nantes un memoriale per riconoscere il ruolo della Francia nella tratta degli schiavi.